# Лејтроп (Калифорнија)
Лејтроп (енгл. Lathrop) град је у америчкој савезној држави Калифорнија. По попису становништва из 2010. у њему је живело 18.023 становника.

## Демографија
Према попису становништва из 2010. у граду је живело 18.023 становника, што је 7.578 (72,6%) становника више него 2000. године.
| Група             | 2000.         | 2010.         |
| Белци             | 3.989 (38,2%) | 4.430 (24,6%) |
| Афроамериканци    | 469 (4,5%)    | 1.300 (7,2%)  |
| Азијати           | 1.395 (13,4%) | 3.968 (22,0%) |
| Хиспаноамериканци | 4.031 (38,6%) | 7.674 (42,6%) |
| Укупно            | 10.445        | 18.023        |